# Pearl Perlmuter
Pearl Perlmuter (* 23. August 1915 in New York; † 7. Mai 2008 in Amsterdam) war eine niederländische Zeichnerin und Bildhauerin.

## Leben
Pearl Perlmuter war die jüngste Tochter des Bekleidungsfabrikanten Cuno Perlmuter (1875–1940) und der Lehrerin Annie Aronowitz (1888–1919). Sie wuchs mit ihren Schwestern Madeline (* 1908) und Sacha (* 1918) und ihrem Bruder Jerry (* 1911) in einer orthodoxen jüdischen Familie osteuropäischer Abstammung in der Bronx auf. Ihre Mutter starb 1919. 1934 begann Pearl Perlmuter an der Fordham University in New York Jura zu studieren. Nach dem Examen 1937 arbeitete sie mehrere Jahre nebenberuflich in einer Anwaltskanzlei und belegte Zeichen- und Bildhauerkurse an der Art Students League of New York. 1940 unternahm sie eine Reise nach Mexiko. Von 1940 bis 1943 erhielt sie Unterricht von Willem Zorach und modellierte viel nach Aktmodellen. Von 1943 bis 1945 nahm sie Unterricht beim russisch-französischen Bildhauer Ossip Zadkine. Dort lernte sie 1945 den niederländischen Bildhauer Wessel Couzijn (1912–1984) kennen, den sie am 21. November 1945 in New York heiratete.
1946 zog das Paar nach Amsterdam, das ihnen bessere Möglichkeiten für Bildhauer zu bieten schien. Pearl Perlmuter hatte als Ausländerin und mit dem Konservatismus der niederländischen Bildhauerei Schwierigkeiten Fuß zu fassen. Mit Geburt der Tochter Adèle 1949 war sie zudem mit der Anstrengung konfrontiert, Beruf und Kinderversorgung zu vereinbaren. Sie arbeitete mit ihrem Mann in einem Atelier auf der Rapenburg. Sie konnte sich an zahlreichen Ausstellungen beteiligen, aber ihre Arbeiten fanden selten Käufer. Sie litt auch darunter, bei der Akquise von Aufträgen „die Frau von“ zu sein. Durch die Gesetzeslage in den Niederlanden hatte sie zudem keinen Anspruch auf staatliche Unterstützung, da die Beeldende Kunstenaars Regeling (BKR) festschrieb, dass sie wegen des kostwinnersbeginsel (Ernährerprinzip) durch ihren Ehemann versorgt sei. Dies führte unter anderem dazu, dass der Kauf ihrer großen Bronzeskulptur Earthbound durch die Stadt Amsterdam storniert wurde, nachdem einige Künstler im Kaufausschuss Einspruch erhoben hatten, weil Perlmuter durch ihren Ehemann bereits finanziell abgesichert sei.
In den folgenden Jahren war Pearl Perlmuter hauptsächlich als Lehrerin tätig und ließ ihre künstlerische Arbeit ruhen. Von 1963 bis 1967 unterrichtete sie an der Koninklijke Academie van Beeldende Kunsten in Den Haag und von 1977 bis 1981 an der ArtEZ Academie voor Art & Design Enschede. In diese Zeit fiel auch die Trennung von ihrem Mann in den 1970er Jahren und die Scheidung am 4. Dezember 1978. Nach Ende der Lehrtätigkeit nahm Pearl Perlmuter ihr künstlerisches Schaffen wieder auf.
Sie war Mitglied der Stichting Nieuw Beelden ab 1964, der Beroepsvereniging van Beeldende Kunstenaars BBK (Berufsvereinigung Bildender Künstler) ab 1969, des Nederlandse Kring van Beeldhouwers ab 1975, bei Arti et Amicitiae Amsterdam ab 2002 und engagierte sich bei der Stichting Vrouwen in de Beeldende kunst (Stiftung Frauen in der Bildenden Kunst).

## Werk

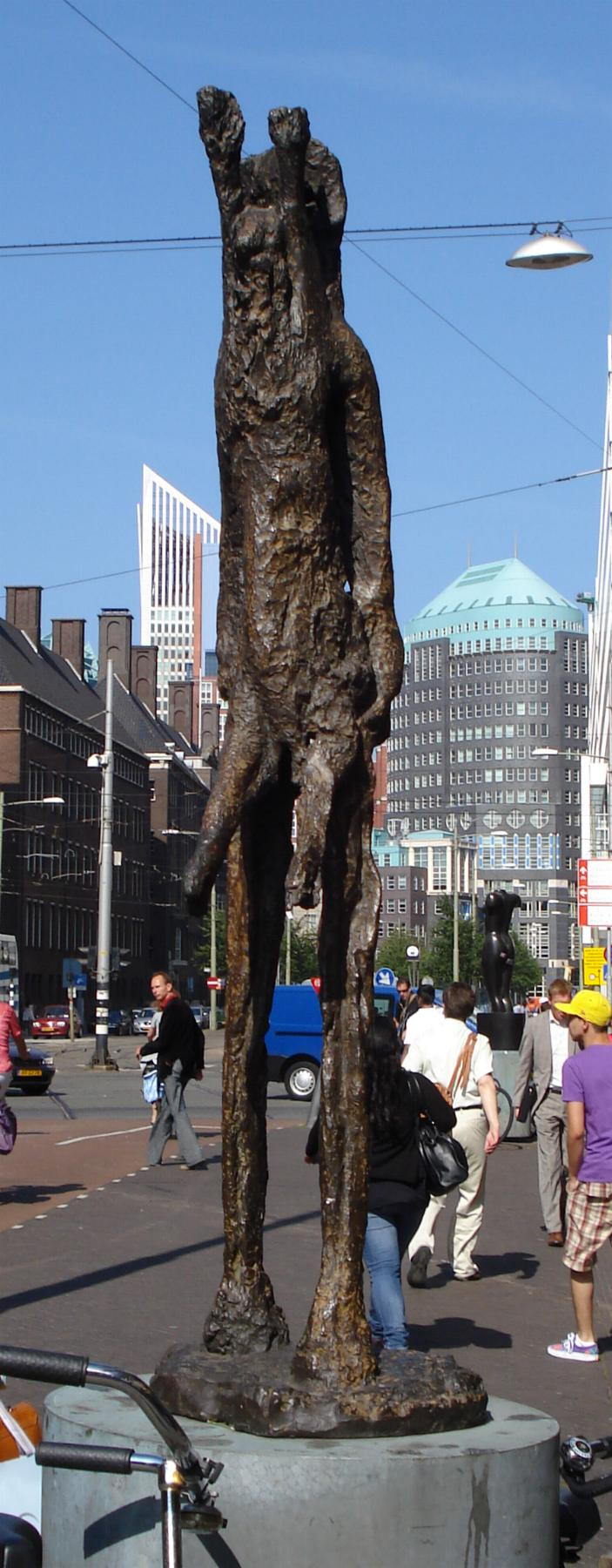
Schapeman

Pearl Perlmuter fertigte Zeichnungen und Radierungen und arbeitete ihre Skulpturen in Gips, Terrakotta und Bronze. Sie schuf bis Ende der 1950er Jahre vor allem menschliche Figuren mit abstrakten Elementen. Auf Grund dessen lehnte der Nederlandse Kring van Beeldhouwers (niederländischer Bildhauerkreis), in dem figurative Kunst die Norm war, ihren Mitgliedschaftsantrag 1953 ab. Dennoch stellte sie regelmäßig aus. Ab Ende der 1950er Jahre experimentierte sie zunehmend mit Modellier- und Gießwachsverfahren, löste sich von den festen Werkstoffen Ton und Gips und von der erkennbaren Figuration zu Gunsten von expressionistischen Bronzeskulpturen und freien Plastiken.
Bei der Skulpturenausstellung im Keukenhof in Lisse der „Stichting Kunst en Gezin“ wurde sie 1955 mit dem ersten Preis für ihre Skulptur Zittende man / Job ausgezeichnet.
Werke von Pearl Perlmuter befinden sich in den Sammlungen des Stedelijk Museum in Amsterdam, des Museums Arnhem, der Kunstcollectie Schiphol, des Ministerie van Buitenlandse Zaken in Den Haag, des Kunstmuseums Den Haag und des Rijksdienst voor het Cultureel Erfgoed. Daneben finden sich zahlreiche ihrer Skulpturen im öffentlichen Raum.
Auswahl:
- Wave. Skulpturenpark am Kröller-Müller Museum, Nationalpark De Hoge Veluwe, Otterlo, 1958
- Signal. Stadswandelpark, Eindhoven, 1961/1962
- The Lonely one. Maliebaan, Utrecht, 1962
- Verschijning. 1963
- Schapeman. Skulpturenweg von P. Struycken, Grote Marktstraat, Den Haag, 1969
- Earthbound. Arnhem
- Job. Westbroekpark, Den Haag

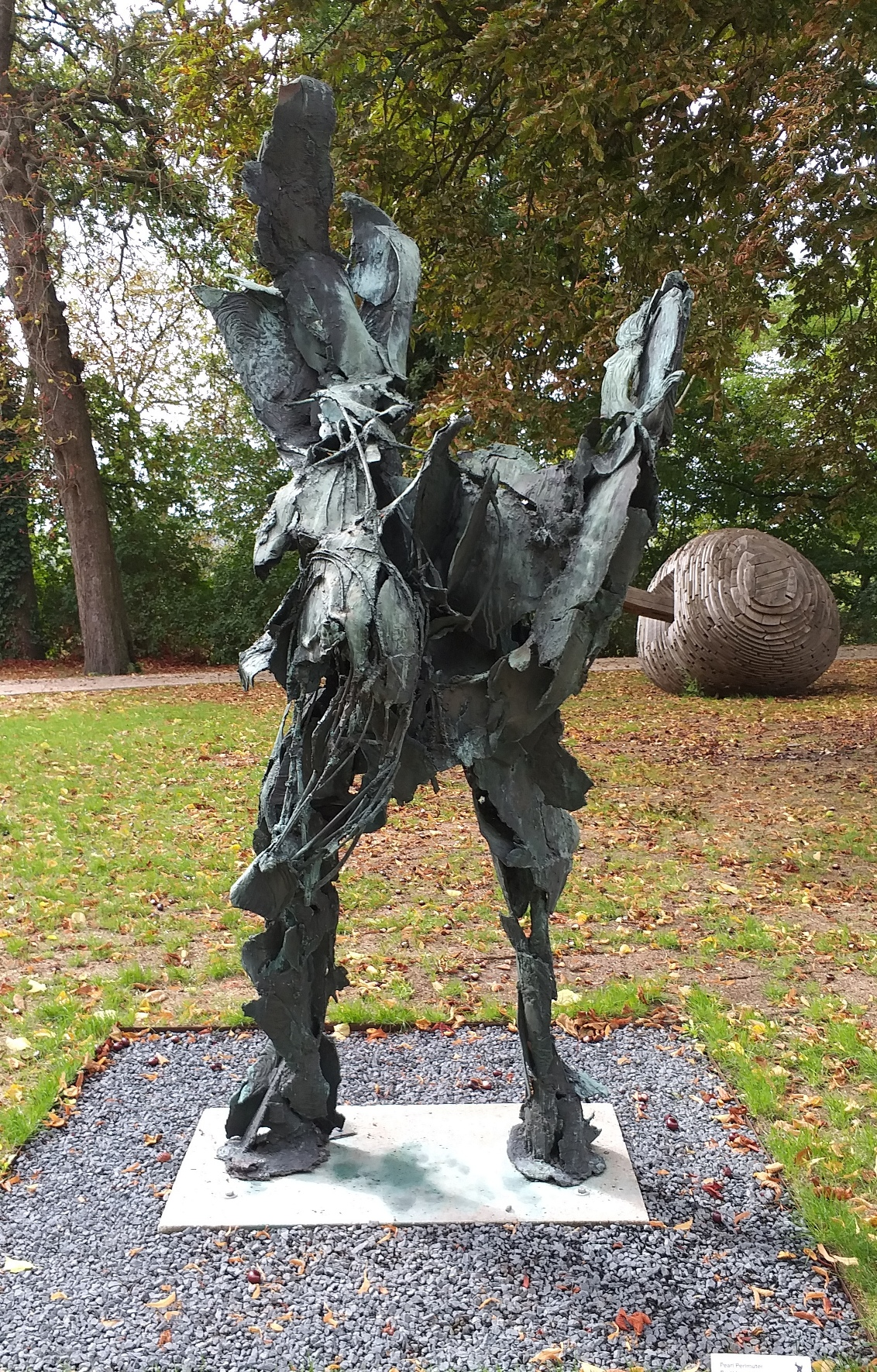
Earthbound
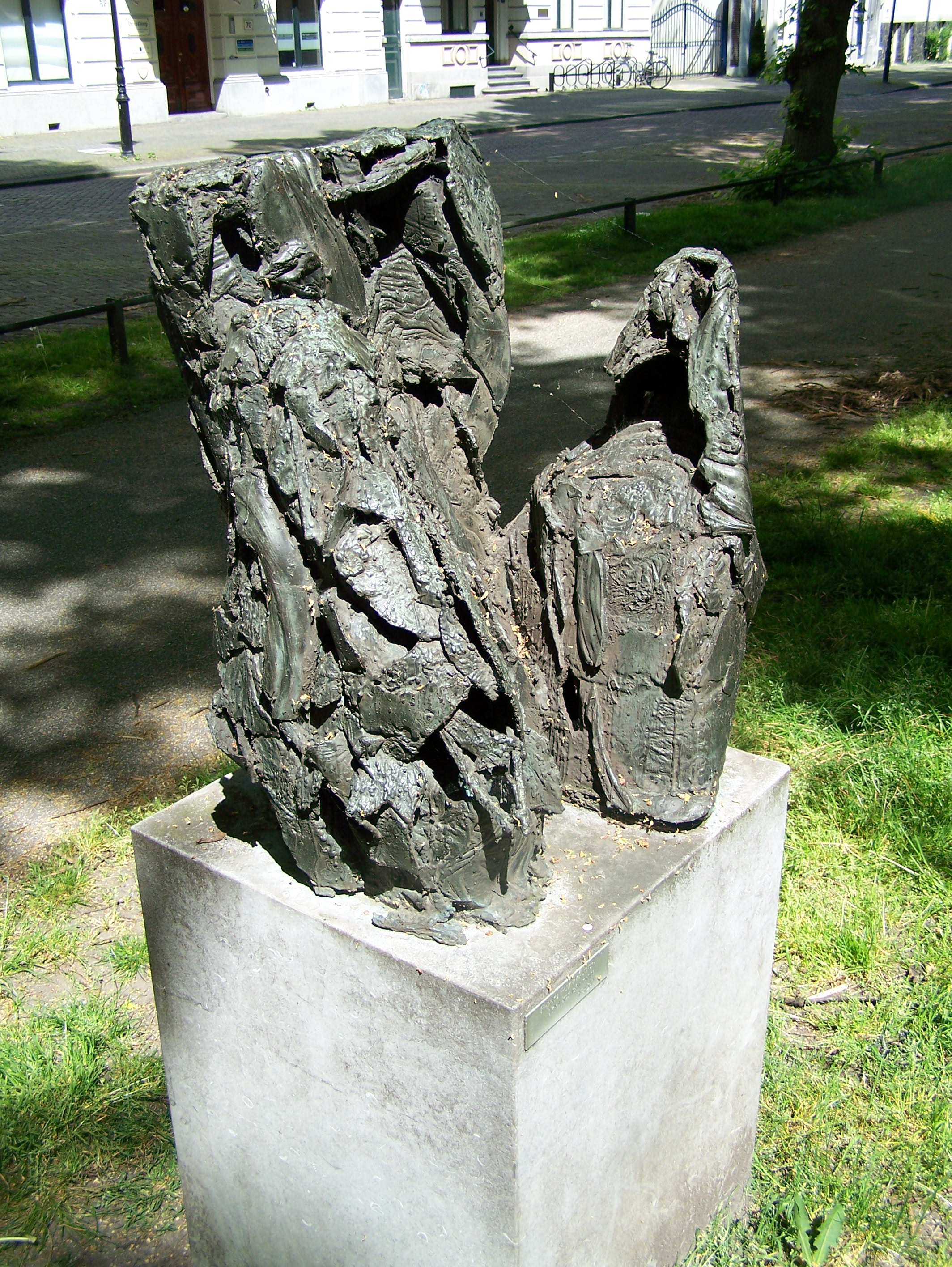
The Lonely one
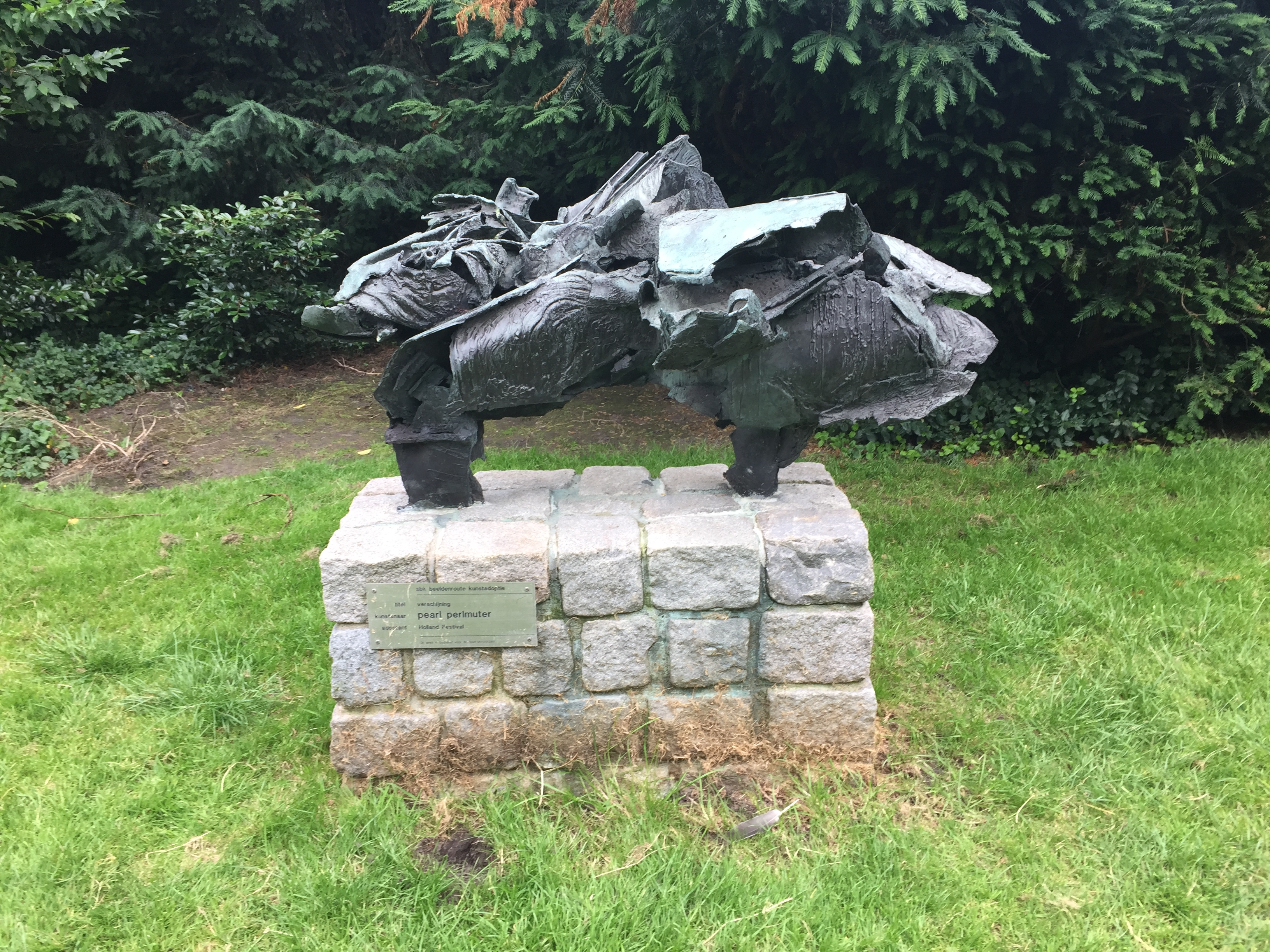
Verschijning
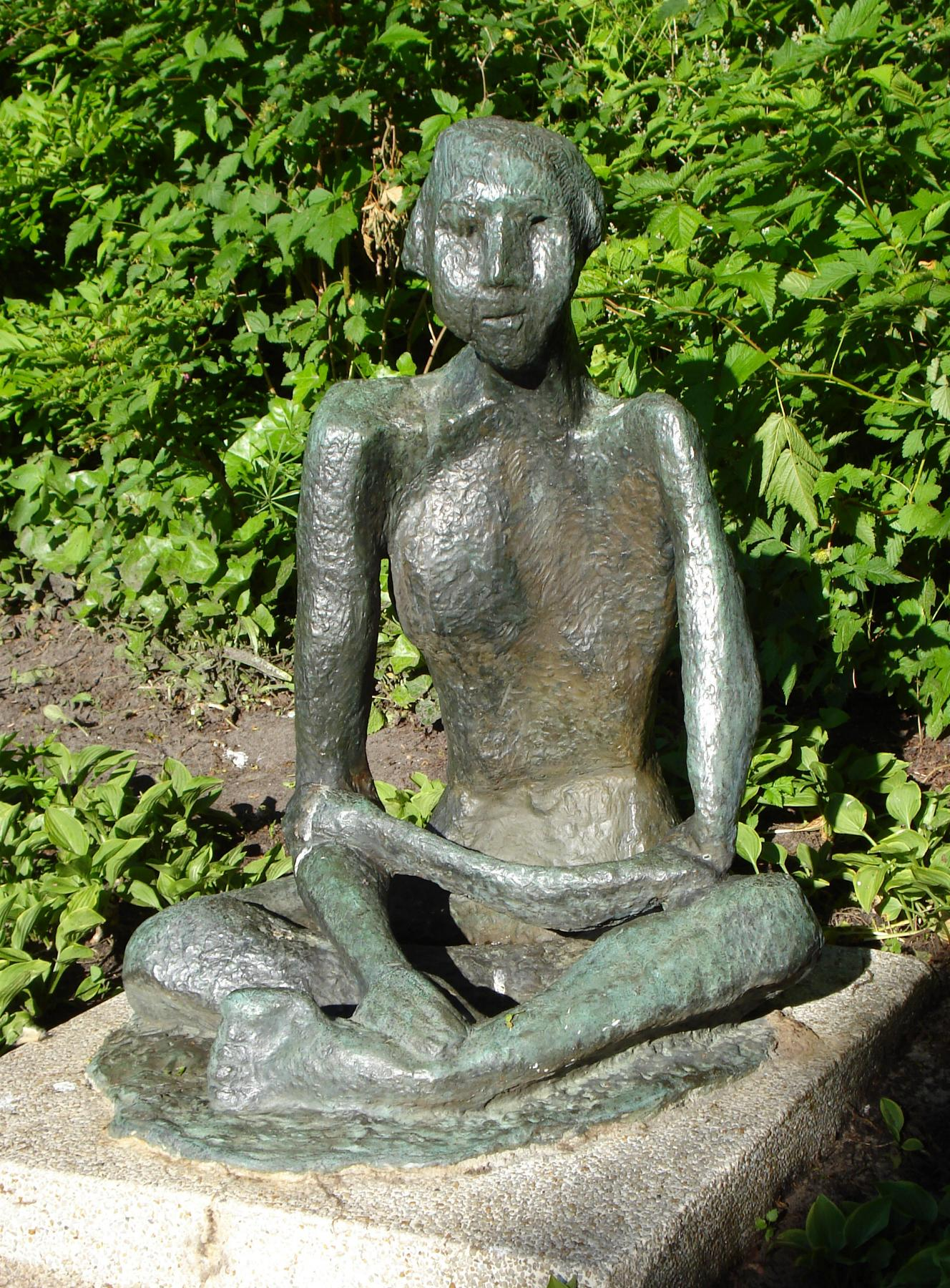
Job
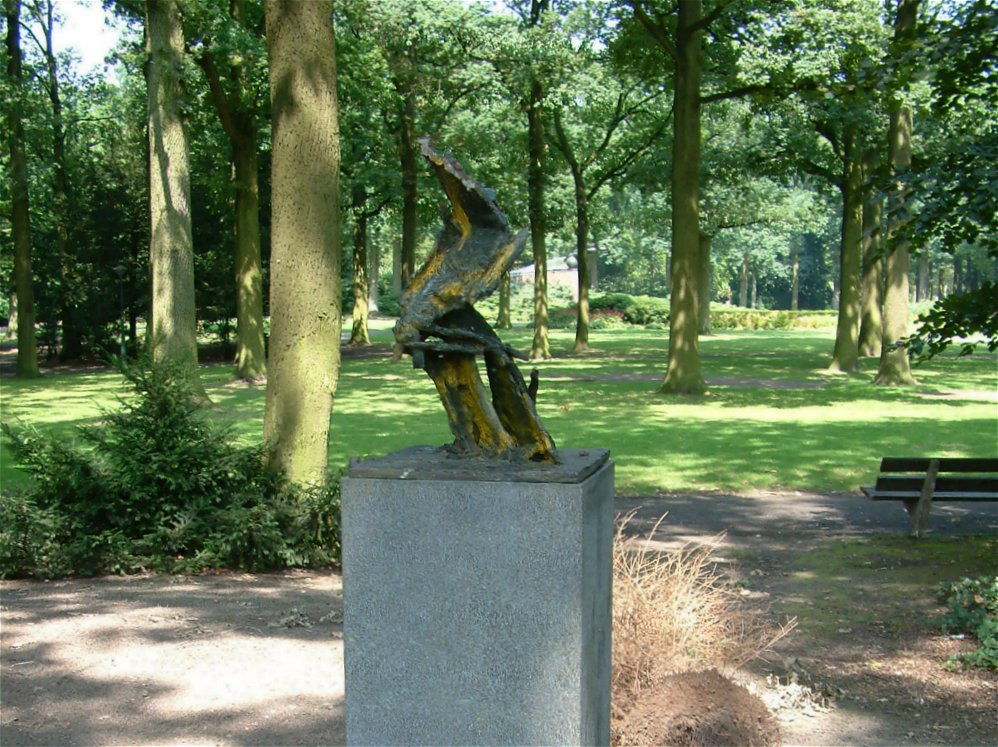
Signal
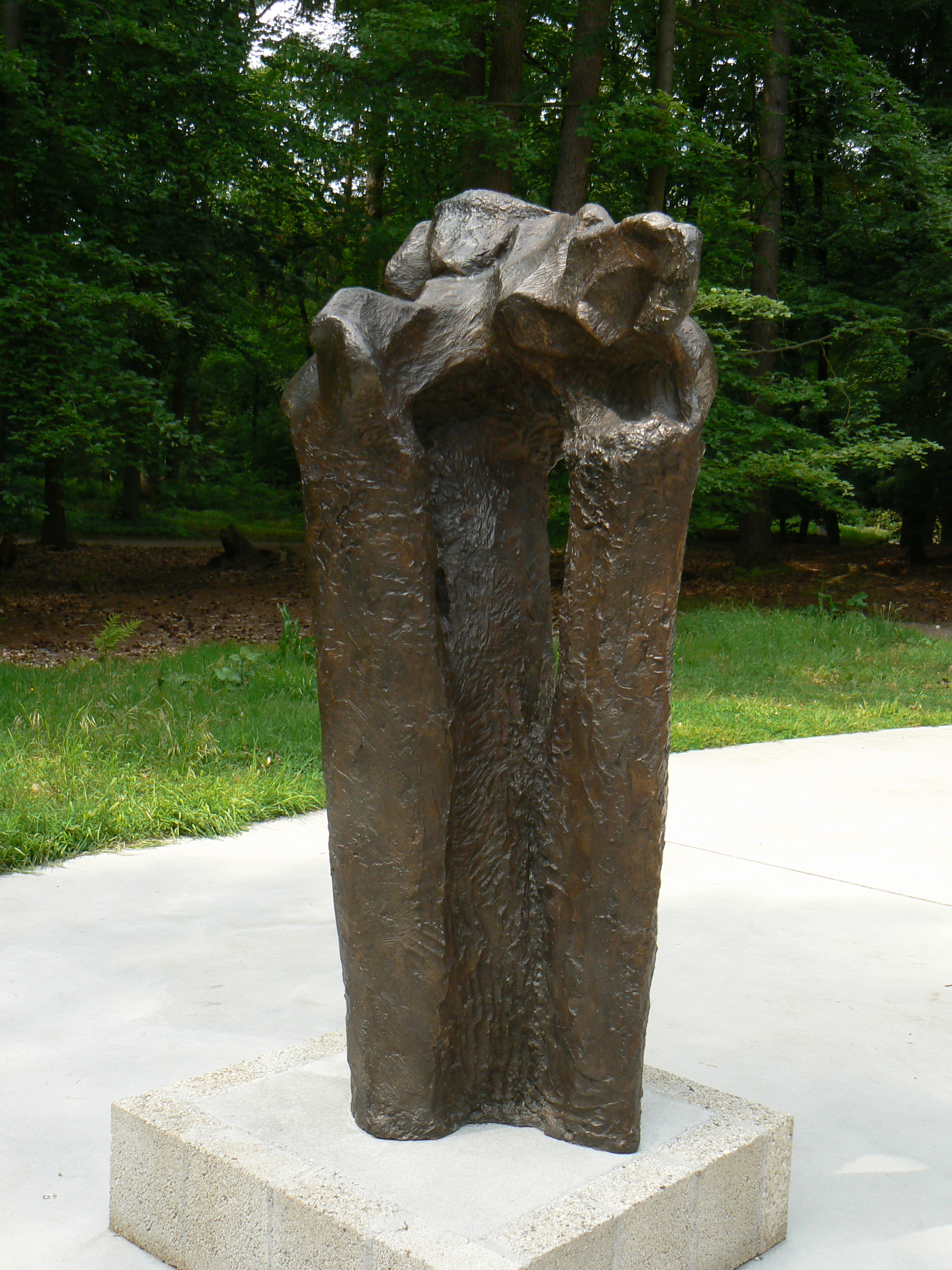
Wave

## Ausstellungen (Auswahl)
- ab 1949:Beeldhouwkunst in de open lucht. Freilichtausstellungen, Stichting Sonsbeek '49, Park Sonsbeek, Arnhem
- 1951: Nederlandse Beeldhouwkunst. Kunstmuseum Den Haag
- 1955: Keukenhof in Lisse der „Stichting Kunst en Gezin“
- 1956: Internationale Ausstellung zeitgenössischer Plastik. Musée Rodin, Paris[1]
- 1958: 19. Biennale di Venezia, gemeinsam mit sieben anderen niederländischen Künstlern, Niederländischer Pavillon[3]
- 1962: Beelden op de Keukenhof. Nederlandse Kunst Stichting (NKS), Keukenhof, Lisse
- 1963: Spanje anders. Museum Fodor, Amsterdam
- 1963: Contour onzer Beeldende Kunst. Vereniging voor schone kunsten 'de Kring' Delft, Museum Prinsenhof Delft
- 1964: Beeldhouwkunst Grafiek Schilderkunst Tentoonstelling Stichting nieuw beelden Stedelijk Museum. Stedelijk Museum Amsterdam
- ab 1977: Ausstellung mit der Stichting Amazone (Stiftung Amazone), die thematische Ausstellungen rund um die Arbeit bildender Künstlerinnen organisierte
- 1983: Museum Fodor Amsterdam
- 1988: Retrospektive. Skulpturen, Aquarelle, Zeichnungen, Radierungen, Museum Arnhem
- 1998: Naar mijn evenbeeld: Hedendaagse Joodse kunstenaressen in Nederland. Joods Museum, Amsterdam
- 2000: De voorstelling: Nederlandse kunst in het Stedelijk Paleis. Stedelijk Museum, Amsterdam
- 2003: Chez Zadkine: Zadkine en zijn Nederlandse leerlingen. Museum Singer Laren
- 2003: Einzelausstellung. Kröller-Müller-Museum, Otterlo.[3][4]